# Eric Warren
Eric Warren (* 1982) ist ein ehemaliger US-amerikanischer Snowboarder. Er startete in den Paralleldisziplinen und im Snowboardcross.

## Werdegang
Warren trat international erstmals bei den Juniorenweltmeisterschaften 2000 in Berchtesgaden in Erscheinung. Dort belegte er den 45. Platz in der Halfpipe, den 40. Rang im Parallelslalom im Parallel-Riesenslalom und den 25. Platz im Parallelslalom. Sein Debüt im Snowboard-Weltcup der FIS gab er zu Beginn der Saison 2000/01 in Whistler, wobei er den 37. Platz in der Halfpipe errang. Im weiteren Saisonverlauf kam er bei den Juniorenweltmeisterschaften 2001 in Nassfeld auf den 23. Platz in der Halfpipe sowie auf den neunten Rang im Parallel-Riesenslalom und bei den Snowboard-Weltmeisterschaften 2001 in Madonna di Campiglio auf den 40. Platz in der Halfpipe. In der Saison 2001/02 erreichte er in Ruka mit Platz vier im Snowboardcross seine erste Top-Zehn-Platzierung und seine beste Platzierung im Weltcup. In der folgenden Saison wurde er mit drei dritten Plätzen sowie einem zweiten Platz, Zweiter in der Parallelwertung des Nor-Am-Cups und errang bei den Snowboard-Weltmeisterschaften 2003 am Kreischberg den 23. Platz im Parallel-Riesenslalom. Nachdem er zu Beginn der Saison 2003/04 in Valle Nevado mit Platz vier im Parallel-Riesenslalom seine beste Platzierung im Weltcup wiederholte, wurde er in Sölden Zehnter im Parallel-Riesenslalom und erreichte zum Saisonende mit dem 21. Platz im Parallel-Weltcup und den 12. Rang im Gesamtweltcup seine besten Gesamtergebnisse im Weltcup. In der Saison 2004/05 siegte er zweimal im Nor-Am-Cup und errang einmal den zweiten Platz. Er wurde damit Dritter in der Parallelwertung des Nor-Am-Cups. In der folgenden Saison fuhr er mit drei dritten Plätzen und einem ersten Platz auf den fünften Platz in der Parallelwertung des Nor-Am-Cups. Seinen 70. und damit letzten Weltcup absolvierte er im März 2006 in Lake Placid, welchen er auf dem 18. Platz im Parallel-Riesenslalom beendete.

## Weltcup-Gesamtplatzierungen
| Saison  | Gesamt | Gesamt | Snowboardcross | Snowboardcross | Parallel | Parallel |
| Saison  | Punkte | Platz  | Punkte         | Platz          | Punkte   | Platz    |
| ------- | ------ | ------ | -------------- | -------------- | -------- | -------- |
| 2001/02 | -      | -      | 531            | 31.            | -        | -        |
| 2002/03 | -      | -      | -              | -              | 156      | 57.      |
| 2003/04 | 112    | 12.    | 20             | 93.            | 1832     | 21.      |
| 2004/05 | -      | -      | -              | -              | 186      | 48.      |
| 2005/06 | 445    | 152.   | -              | -              | 445      | 40.      |